# Boncourt-le-Bois
Boncourt-le-Bois – miejscowość i gmina we Francji, w regionie Burgundia-Franche-Comté, w departamencie Côte-d’Or.
Według danych na rok 1990 gminę zamieszkiwało 205 osób, a gęstość zaludnienia wynosiła 27 osób/km² (wśród 2044 gmin Burgundii Boncourt-le-Bois plasuje się na 706. miejscu pod względem liczby ludności, natomiast pod względem powierzchni na miejscu 1071.).